# Llanura de Manasés
La Llanura de Manasés (en hebreo: רמת מנשה) es una región geográfica en el norte de Israel, que se encuentra en los montes Carmelo, entre el monte Carmelo y el Monte Amir/Umm al-Fahm. Si bien es parte de la cordillera, en realidad esta sólo 200 m sobre el nivel del mar en promedio con un pico a los 400 m. La llanura está bordeada por el valle de Jezreel al noreste, el arroyo Yokneam hacia el noroeste, el Wadi Ara hacia el sureste, y el Valle Nadiv al suroeste. Ramat Menashe se llama Balad ar-Ruha en árabe, que significa "Tierra de vientos". 
La llanura de Manasés, conocida también como Ramot Menashe, se agregó oficialmente a la Red Mundial de Reservas de Biosfera de la UNESCO en 2011.